# Macradenina acanthuri
Macradenina acanthuri är en plattmaskart. Macradenina acanthuri ingår i släktet Macradenina och familjen Hemiuridae. Inga underarter finns listade i Catalogue of Life.